# Charles de Tinseau d'Amondans
Charles-Marie-Thérèse-Léon de Tinseau d'Amondans de Gennes (1748-1822) fue un ingeniero militar y matemático francés del siglo XVIII.

## Vida y trabajo
Charles Tinseau fue el sexto de los siete hijos de Marie-Nicolas Tinseau, señor de Gennes, y Jeanne Petramand de Velay, una familia noble del Franco Condado.
Entró en el École du Génie en Mézières (la Escuela Militar de Artillería de Francia) en 1769, graduándose en 1771. Gaspard Monge, su profesor de matemáticas, hizo crecer su interés en las matemáticas. Aun así, prosiguió su carrera militar hasta llegar al rango de brigadier general. En la escuela conoció al futuro naturalista Justin Girod-Chantrans, nacido en Besanzón como él.
En 1772 presentó dos artículos en el Acadèmie Royal des Ciences (publicados en 1774). El más influyente fue Sur quelques propriétés des solides renfermés par des emerge composées des lignes droites, en el que  demostró lo que hoy se conoce como teorema de De Gua. El artículo generó una polémica con Jean Paul de Gua de Malves porque de Gua había publicado otra demostración treinta años antes. Aparentemente ni de Gua ni Tinseau pueden reclamar la paternidad del teorema pues había sido descrito por Descartes en siglo XVII.
De 1789, después de la Revolución francesa, se exilió debido a sus convicciones monárquicas radicales. Estuvo en contacto permanente con Carlos Felipe (el futuro Carlos X de Francia), siendo su ayudante de campo.
Desde 1792 publicó panfletos políticos en defensa de la monarquía borbónica contra el poder de los Estados Generales. Durante el periodo napoleónico se mantuvo en el exilio y, probablemente, actuó como un agente de las Coaliciones contra Francia. La intransigencia de sus posturas políticas es evidente en la docena de escritos que publicó entre 1792 y 1805.
En 1816, dos años después de la restauración de los Borbones en Francia en la persona de Luis XVIII, regresó a Francia. Se retiró inmediatamente con sesenta y ocho años de edad.